# Corydoras aeneus
Cá chuột (danh pháp hai phần: Corydoras aeneus) là một loài cá thuộc họ Callichthyidae. Loài cá này phân bố rộng rãi ở Nam Mỹ về phía đông của dãy Andes, từ Colombia và Trinidad đến lưu vực Río de la Plata. Ban đầu nó được mô tả với danh pháp Hoplosoma aeneum bởi Theodore Gill vào ănm 1858 và cũng đã được gọi với tên Callichthys aeneus.. Loài cá này có phương pháp thụ tinh bất thường (uống tinh dịch) được ghi nhận.

## Giải phẫu
Kích thước là 6 ½ cm đối với con đực và một lớn hơn một chút 7 cm đối với con cái (2 ½ đến 2 ¾ inch). Tuổi thọ bình quân là 10 năm. Nó có một cơ thể màu vàng hoặc màu hồng, bụng màu trắng, và màu xanh-màu xám trên đầu và lưng. Vây của nó có màu vàng hoặc màu hồng và nguyên vẹn. Một miếng vá màu nâu-cam thường hiện diện trên đầu, nằm phía trước vây lưng, và là điểm đặc biệt nhất của nó khi nhìn từ trên các dòng nước. Bên trên của chúng thường là màu xanh, đó là lý do một tên khác cho loài cá này là Green Corydoras.
Giống như nhiều cá da trơn khác, con cái lớn hơn con đực của loài này.

## Sinh thái học
Chúng được tìm thấy ở vùng nước cạn, yên tĩnh với đáy mềm mà đôi khi có thể bị ô nhiễm nặng nề bởi những đám mây bùn từ phía đáy, nhưng nó cũng sinh sống ở nước chảy. Trong môi trường tự nhiên của nó, nó sống ở vùng nước có nhiệt độ từ 25 °C đến 28 °C (77 °F đến 82 °F), độ pH 6,0-8,0, và độ cứng 5-19 dGH. Giống như hầu hết các thành viên của Corydoras, chúng có một phương pháp duy nhất đối phó với mức oxy thấp. Ngoài việc sử dụng mang giống như bất kỳ loài khác, chúng bơi đến mặt nước và hút không khí vào qua miệng của chúng. Ch1ng thường tụ tập thành một nhóm từ 20 đến 30 cá thể. Nó ăn sâu, động vật giáp xác đáy, côn trùng, thực vật.

## Bạch tạng

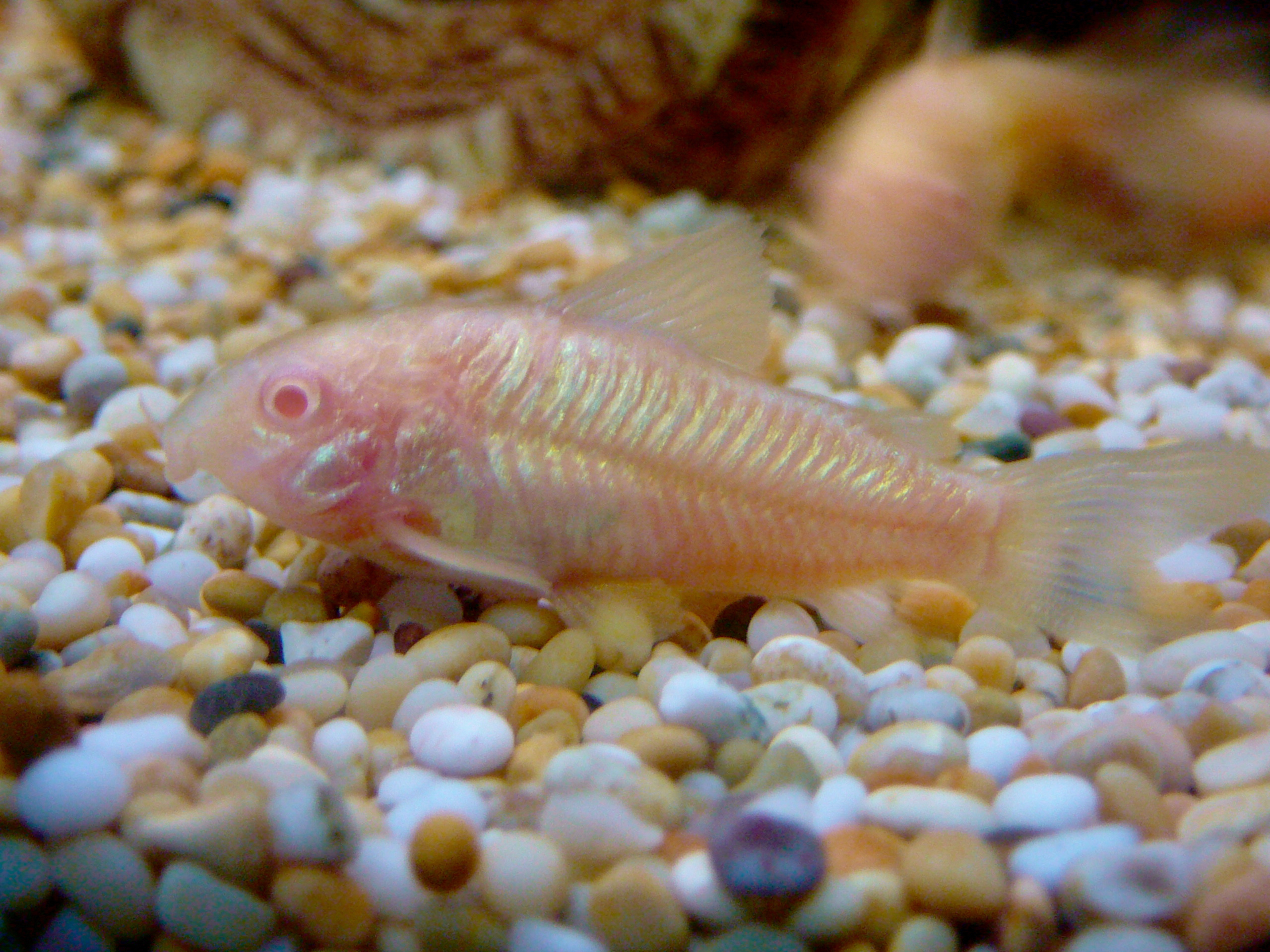
Albino cory

Sự bạch tạng Corydoras aeneus đã được phát triển cho thị trường cá cảnh, với một cơ thể mà hồng nhạt hay màu cam với mắt đỏ.  Có người nói rằng cá bạch tạng thực tế là mù và những con đực có phần vô sinh, mặc dù điều này có thể là do giao phối cận huyết.

## Hình ảnh

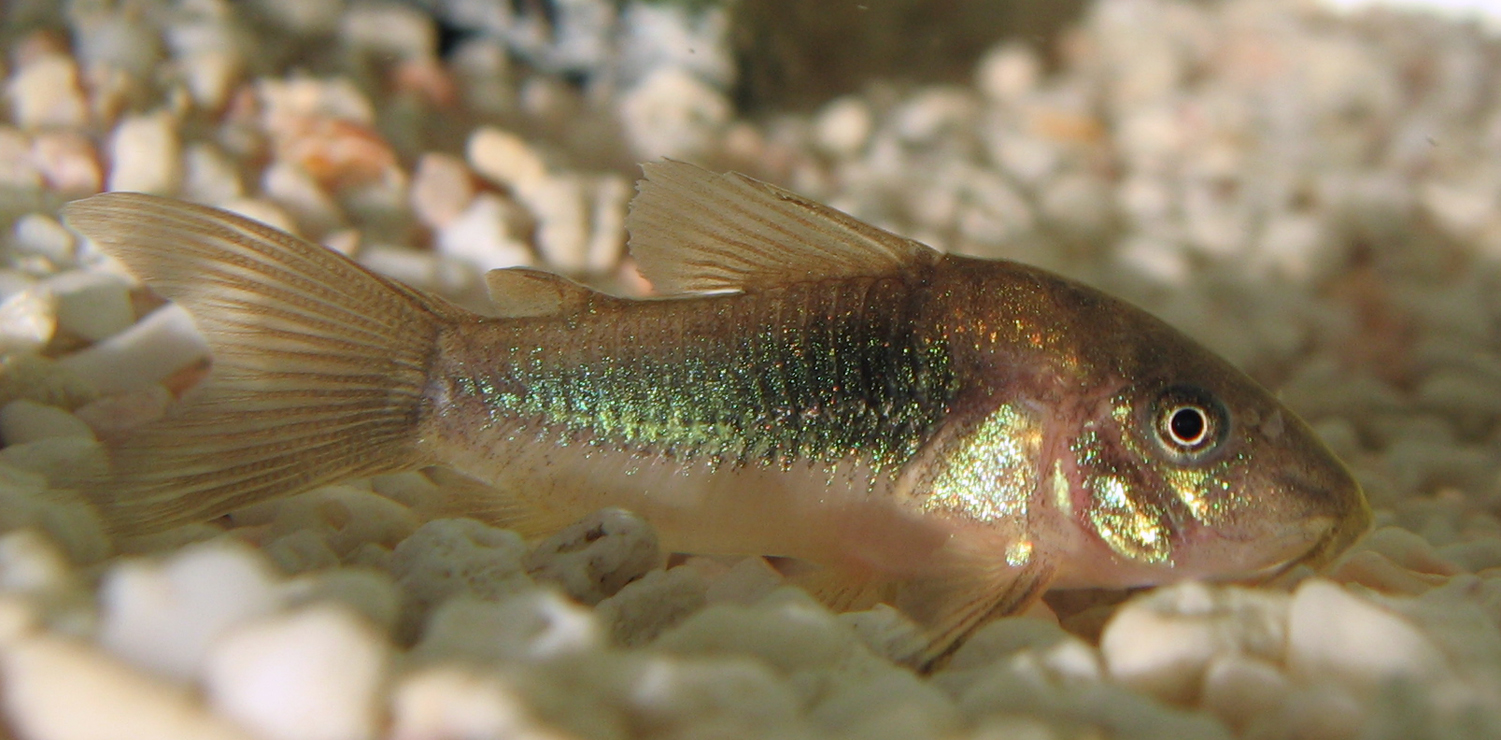
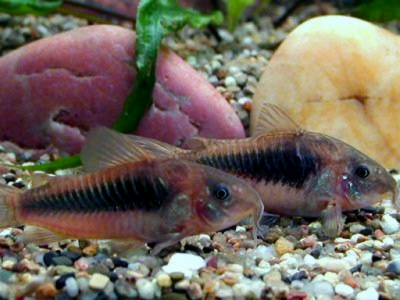
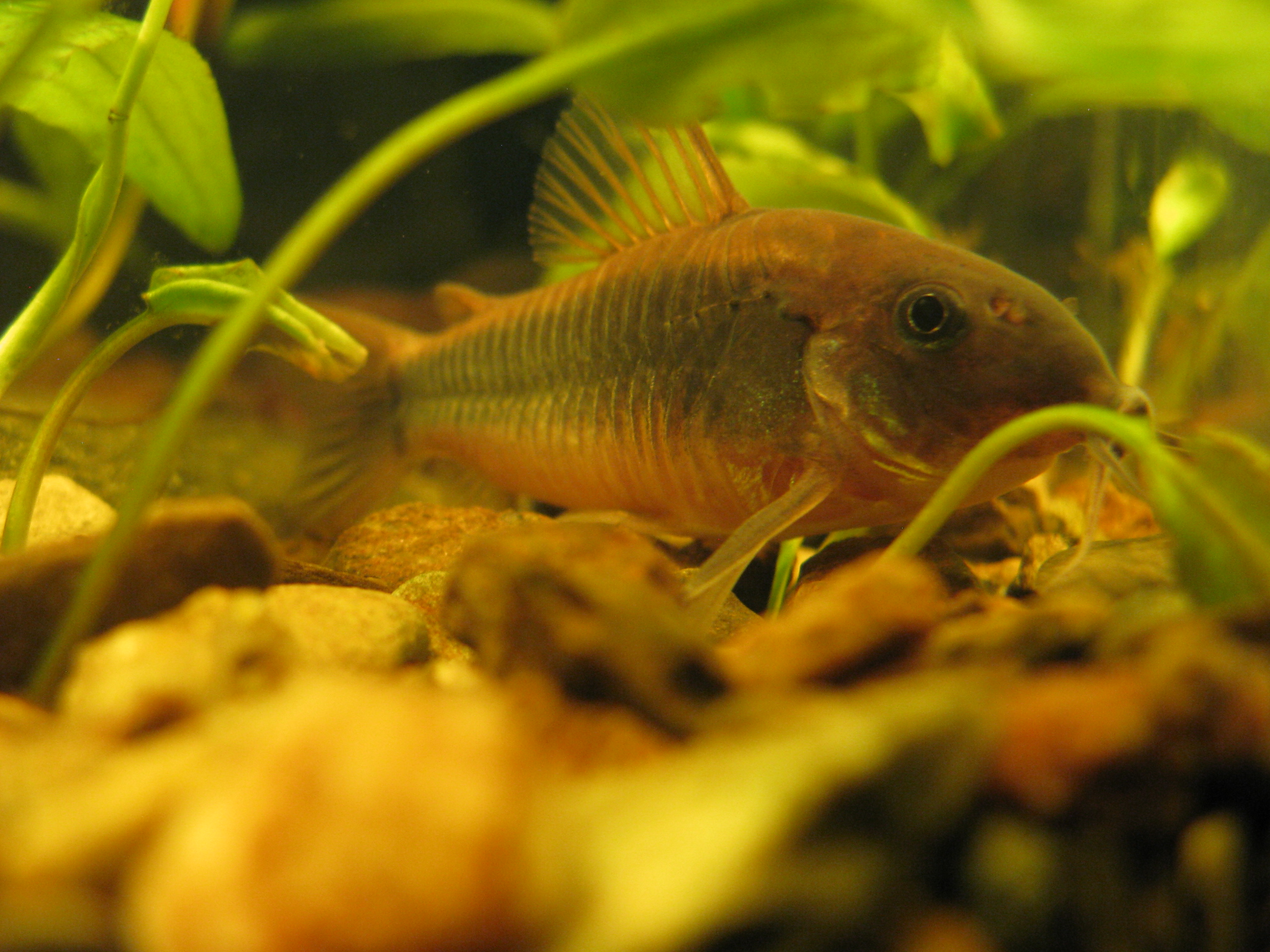